# Kaiser Permanente

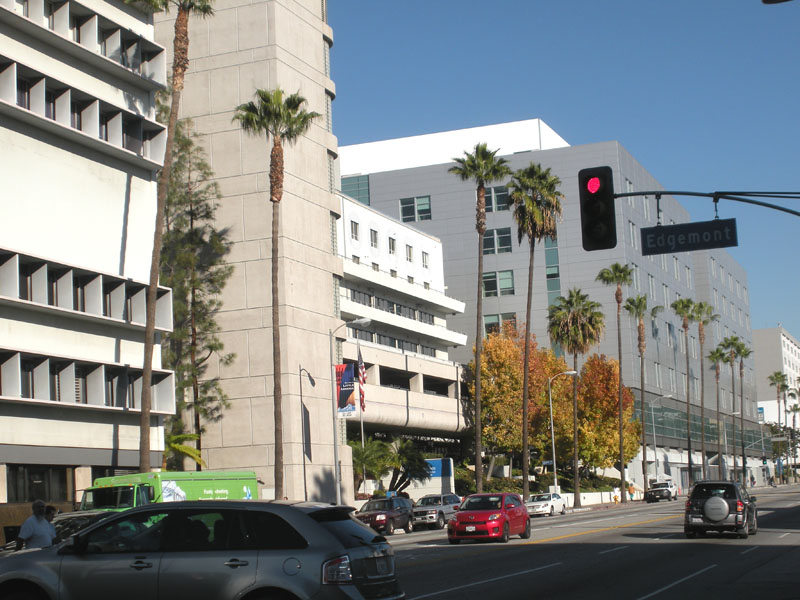
Kaiser Sunset Hospital-complex in Los Angeles.

Kaiser Permanente is een Amerikaans non-profit consortium in de gezondheidszorg. Het werd in 1945 opgericht door industrieel Henry J. Kaiser en arts Sidney Garfield.
Kaiser Permanente bestaat uit drie grote groepen van entiteiten. Vooreerst is er de Kaiser Foundation Health Plan met haar regionale afdelingen. Daarnaast zijn er de Kaiser Foundation Hospitals en ten slotte zijn er autonome, regionale Permanente Medical Groups, die wel for profit zijn. Kaiser Permanente is actief in negen staten en Washington D.C. De hoofdzetel bevindt zich in Oakland (Californië). Zo'n 8,9 miljoen Amerikanen zijn ingeschreven op een gezondheidsplan (ziektekostenverzekering) van Kaiser Permanente. Het consortium stelt 167.300 mensen te werk en beschikt over 37 ziekenhuizen en 611 medische praktijken.